# كوبري 25 يناير (دهشور)
كوبري 25 يناير أو كوبري دهشور هو جسر عابر لنهر النيل أنشئ في مصر عام 2013م ليخفف ضغط حركة المرور عن كوبري المرازيق، ويقع إلى جنوب حلوان ضمن محافظة الجيزة، بالقرب من مركز دهشور.
شيّد ضمن مشروع الجزء الجنوبي من الطريق الدائري الإقليمي.